# ابوالقاسم ذوالریاستین

ابوالقاسم ذوالریاستین همدانی در دوران قاجار در همدان متولد شد. با توجه به خدمات لشکری و کشوری و دوستی صمیمانه‌یی که با میرزا ابوالقاسم قائم مقام فراهانی شهید داشته‌است، به او لقب ذوالریاستین یعنی صاحب دو ریاست قلم و شمشیر داده می‌شود. او مدتی وزیر دولت شاه بزرگ، فرزند فتحعلی شاه حاکم کرمانشاه بوده و سپس حاکم کرمانشاه می‌شود. ابوالقاسم ذوالریاستین ظاهراً پس از مدتی که در زمان محمد شاه، وزیر کرمانشاه و سپس حاکم کرمانشاه و همدان بوده‌است، مغضوب و خانه‌نشین می‌شود. در این مدت رساله یی به نام «مثنوی مفیضیه» را در نصیحت به فرزند خود، بدیع الزمان همدانی می‌سراید که به خط خوش خطاط معروف دوره قاجار، ابوالمعالی، نگاشته شده‌است. در آثار مربوط به شهر همدان هم ذوالریاستین بارها معرفی شده‌است.
غلامحسین قراگوزلو در کتاب «هگمتانه تا همدان»، قدیمی‌ترین شهرها در فصل «وزیران و دیگر صاحب مقامان تاریخی همدان قبل از قاجار» در باب میرزا ابوالقاسم ذوالریاستین چنین آورده‌است: «میرزا ابوالقاسم ذوالریاستین از بزرگان خوشنام و سرشناس همدان و در دوران محمدشاه حاکم این شهر بود. چندی نیز حکومت کرمانشاه را به عهده داشت. ذوالریاستین چنان‌که برمی آید مردی فاضل و ادب پرور و خیرخواه بوده است. ذوالریاستین در همدان مسجد، حمام و بناهایی ساخته است که هنوز هم به نام وی باقی است»
نویسنده: محمدرضا روحی